# Archidium capense
Archidium capense là một loài rêu trong họ Archidiaceae. Loài này được Hornsch. mô tả khoa học đầu tiên năm 1841.